# Peter Harlos
Peter Harlos (geboren vor 1950) ist ein deutscher Fernsehregisseur und Filmeditor.

## Leben und Werk
Peter Harlos begann seine Karriere in den 1960er Jahren als Editor von Fernsehspielen, TV-Reihen und Serien wie Stahlnetz oder Motiv Liebe. Ein Ausflug in ein ganz anderes Genre kam 1974, als er zusammen mit Regisseur Bill Rebane den Schnitt des amerikanischen Science-Fiction-Films Invasion from Inner Earth übernahm.
Ab den 1970er Jahren führte Peter Harlos zunehmend selbst Regie, z. B. bei einzelnen Folgen von Serien wie Der Fall von nebenan oder St. Pauli-Landungsbrücken. 1976 war er bei zwei Folgen der Serie Schaurige Geschichten in der Doppelrolle als Regisseur und Editor im Einsatz; bei etlichen weiteren Folgen übernahm er ausschließlich den Schnitt. Nachdem Wilfried Dotzel bei der von 1978 bis 1980 produzierten Serie Kümo Henriette die ersten sieben Folgen inszeniert hatte, war Harlos für die restlichen 21 Folgen als Regisseur verantwortlich. Auch alle 14 Folgen der Serie Die Fischer von Moorhövd (1982), mit Manfred Krug in der Hauptrolle, wurden von Harlos realisiert.
Als Regisseur arbeitete Peter Harlos vor allem für das Studio Hamburg und dessen Produzenten Gyula Trebitsch. Mit Chronik des 20. Jahrhunderts (1983) realisierte Harlos für das Studio erstmals auch einen Dokumentarfilm.
Harlos war zudem Autor von deutschsprachigen Synchronfassungen, bei denen er auch Dialogregie führte, und arbeitete gelegentlich als Regieassistent, z. B. bei 21 Folgen der Serie Hamburg Transit, die 1972–1973 gesendet wurden.

## Filmografie (Auswahl)

### Regie
- 1970: Der Fall von nebenan (TV-Serie)
- 1975: Berlin – 0:00 bis 24:00 (TV-Serie, 6 Folgen)
- 1976: Schaurige Geschichten (TV-Serie, 2 Folgen)
- 1976: Halt die Luft an alter Gauner – Der Stockfisch und das Stinktier (Spielfilm) – Ko-Regie mit Günter Goldhammer
- 1976: Die Buschspringer (TV-Serie)
- 1977: Lokalseite unten links (TV-Serie, mind. 1 Folge)
- 1977: Zwischen 18 und 20 (TV-Serie)
- 1977: St. Pauli-Landungsbrücken (TV-Serie, mind. 1 Folge)
- 1979–1982: Kümo Henriette (TV-Serie, 21 Folgen)
- 1982: Die Fischer von Moorhövd (TV-Serie, 14 Folgen)
- 1983: Chronik des 20. Jahrhunderts (Dokumentarfilm)

### Schnitt
- 1963: Das Glück läuft hinterher (TV-Spielfilm) – Regie: Peter Beauvais
- 1964: Stahlnetz: Rehe – Regie: Jürgen Roland
- 1967–1968: Bürgerkrieg in Rußland (fünfteilige TV-Miniserie) – Regie: Wolfgang Schleif
- 1969: Kamasutra – Vollendung der Liebe (Kinospielfilm) – Regie: Kobi Jaeger
- 1974: Motiv Liebe (TV-Serie, mind. 5 Folgen) – Regie: Roger Fritz
- 1974: Invasion from Inner Earth (Spielfilm) – Regie: Bill Rebane
- 1975: Die schöne Marianne (TV-Serie)
- 1976: Schaurige Geschichten (TV-Serie, mind. 8 Folgen) – Regie: Tom Toelle, Otto Laurisch
- 1976: Halt die Luft an alter Gauner – Der Stockfisch und das Stinktier (auch Ko-Regie mit Günter Goldhammer)
- 1980: Onkel Bräsig (TV-Serie, mind. 1 Folge) – Regie: Stanislav Barabás

### Regieassistenz
- 1966: Standgericht (TV-Spielfilm) – Regie: Rolf Busch
- 1966: Die Ermittlung (Theater-Verfilmung) – Regie: Peter Schulze-Rohr
- 1969: Ein Jahr ohne Sonntag (TV-Serie) – Regie: Claus Peter Witt
- 1972: Hoopers letzte Jagd (zweiteiliger TV-Spielfilm) – Regie: Claus Peter Witt
- 1972–1973: Hamburg Transit (TV-Serie, 21 Folgen) – Regie: Claus Peter Witt